# Bălceşti
Bălcești er en by beliggende i distriktet Vâlcea i Rumænien. Byen, der har 4.235 (2021) indbyggere, administrerer otte landsbyer: Beneşti, Cârlogani, Goruneşti, Chirculeşti, Irimeşti, Otetelişu, Preoşeşti og Satu Poieni. Det er beliggende i den historiske region Oltenien, ved den sydvestlige grænse af distriktet, grænsende op til distrikterne Dolj og Olt.

## Beliggenhed
Byen ligger på den Rumænske slette, på bredden af floden Olt, som udspringer i Parâng-bjergene og løber gennem området fra nord til syd. Bălcești ligger i lige stor afstand på ca. 45 km fra byerne Balş, Drăgăşani og Craiova, og krydses af nationalvej DN 65C.
Distriktshovedstaden Râmnicu Vâlcea ligger omkring 65 km mod nordøst.

## Historie
Den første skriftlige omtale af Bălcești går tilbage til 1574. Siden begyndelsen af det 20. århundrede har stedet været et lokalt handels- og administrativt centrum. I 2002 fik Bălcești status som en by. Den vigtigste erhverv er landbrug.